# Calycopis orcilla
Calycopis orcilla is een vlinder uit de familie van de Lycaenidae. De wetenschappelijke naam van de soort werd in 1874 gepubliceerd door William Chapman Hewitson.